# 片山菜々
片山 菜々（かたやま なな、1999年1月14日 - ）は、日本の女子バスケットボール選手である。ポジションはポイントガード。Wリーグの山梨クィーンビーズ所属。

## 来歴
長崎県出身。
長崎西高校から福岡大学に進み、インカレベスト16。
卒業後は地域リーグの滋賀銀行に加入し、西日本地域リーグ準優勝。
2022年、山梨クィーンビーズに移籍。